# Jonas leuteanus
Jonas leuteanus is een krabbensoort uit de familie van de Corystidae. De wetenschappelijke naam van de soort is voor het eerst geldig gepubliceerd in 1933 door Ward.